# Manuel de Carvalho e Ataíde
Manuel de Carvalho e Ataíde (Lisboa, Mercês, 26 de Junho de 1676 - Lisboa, Mercês, 15 de Março de 1720) foi um militar e genealogista português, pai de Sebastião José de Carvalho e Melo, 1.º Conde de Oeiras e 1.º Marquês de Pombal.

## Biografia
Filho varão de Sebastião José de Carvalho e Melo (antes de 1641 - Mercês, 19 de Janeiro de 1719), Familiar do Santo Ofício da Inquisição de Lisboa e Fidalgo da Casa Real, e de sua mulher Leonor Maria de Ataíde (?  - Lisboa, Mercês, 30 de Novembro de 1720), casados a 23 de Fevereiro de 1675, na paróquia das Mercês.  
Neto paterno de Sebastião de Carvalho, Fidalgo da Casa Real, Juiz Desembargador do Paço, Senhor do Morgado de Sernancelhe, e de sua mulher Luísa de Melo. 
Neto materno de Gonçalo da Costa Coutinho, Governador de Aveiro, Buarcos e Figueira e de sua mulher (casaram em 27 de Outubro de 1647), D. Isabel de Ataíde e Azevedo (09.10.1624 - 23.02.1683),  filha herdeira de D. João de Ataíde e Azevedo, comendador de S. Salvador de Fornelos (baptizado em 30.11.1587 na Honra de Barbosa), da casa dos senhores das honras de Barbosa e Ataíde. D. Isabel de Ataíde era senhora da quinta do Alfeite, que vendeu em 30 de março de 1677 a D. José Luís de Lancastre, 3.º conde de Figueiró.
Nasceu na Rua Formosa (hoje, Rua do Século) em Lisboa, sendo baptizado a 29.06.1676 na Capela da família.
Capitão-Tenente da Fragatas da Armada, Capitão de Cavalos do Regimento da Corte, Fidalgo Cavaleiro da Casa Real e Cavaleiro da Ordem de Cristo.
Casou em 16 de Janeiro de 1698 na Igreja Paroquial de Santa Maria dos Olivais, Lisboa, com Teresa Luísa de Mendonça e Melo (Lisboa, Santa Maria dos Olivais, bap. 7 de Outubro de 1684 - ?), de apenas 13 anos, filha de João de Almada e Melo, Alcaide-Mor do Castelo de Palmela, Senhor do Morgado dos Olivais (Lisboa), senhor de Vila Nova de Souto d'El-Rei, comissário de Cavalaria da Beira, e de sua mulher Maior Luísa de Mendonça, filha bastarda de Francisco de Mendonça Furtado, 6.º Alcaide-Mor do Castelo de Mourão, e de D. Maria de Melo. Tiveram doze filhos e filhas.
Foi pai do ministro do Reino de D. José I, o 1.º Conde de Oeiras e 1.º Marquês de Pombal (Sebastião José de Carvalho e Melo), do governador da capitania do Grão-Pará e Maranhão Francisco Xavier de Mendonça Furtado e do cardeal e inquisidor-mor Paulo António de Carvalho e Mendonça.
Foi autor do Theatro Genealogico, em cerca de 1703, sob o pseudónimo de D. Tivisco de Nasao Zarco y Colona. Tratado genealogista, de tipo "Tição Negro" (livro genealógico que procura expôr ramos menos "nobres" de grandes famílias), viria a ser proibido por lei de 28 de agosto de 1703 por conter falsificações genealógicas, incluindo da família do próprio verdadeiro autor.
Faleceu com 43 anos de idade, na casa onde nasceu, residência da família, sendo sepultado em jazigo subterrâneo na Igreja Paroquial de Nossa Senhora das Mercês, em Lisboa.